# ملاك
الملاك هو كائن روحي خارق للطبيعة يخدم الله. في مختلف التقاليد الدينية التوحيدية، غالبًا ما تصور الأديان الإبراهيمية الملائكة على أنهم وسطاء سماويون خيرون بين الله (أو السماء ) والإنسانية. وتشمل الأدوار الأخرى حماة ومرشدين للبشر، مثل الملائكة الحارسة، وخدام الله. تصف الأديان الإبراهيمية التسلسلات الهرمية الملائكية، والتي تختلف حسب الدين والطائفة. بعض الملائكة لديهم أسماء محددة (مثل جبرائيل أو ميخائيل) أو ألقاب محددة (مثل ساراف أو رئيس ملائكة). يُطلق على أولئك المطرودين من السماء اسم الملائكة الساقطين.
عادة ما تتشكل الملائكة في الفن مثل البشر ذوي الجمال الاستثنائي، على الرغم من أن هذا ليس هو الحال دائمًا، ففي بعض الأحيان، يمكن تصويرهم بطريقة مخيفة وغير إنسانية. غالبًا ما يتم التعرف عليهم في الأعمال الفنية المسيحية بأجنحة الطيور، الهالات، والنور الإلهي.

## الخلفية
تم تقديم فكرة الملائكة لأول مرة في الديانة الزرادشتية. كان للأسطورة الزرادشتية عن الصدام الكوني بين أهورامازدا، الإله الخير، وأهريمان، الإله المعادي، إلى جانب جيوشهم من الملائكة والشياطين، تأثير عميق على علم الملائكة وعلم الشياطين الموجود في الكتب المقدسة العبرية والأبوكريفا. وقد أثرت هذه بدورها على المعتقدات اليهودية والمسيحية والإسلامية اللاحقة. على غرار أهورامازدا، فإن إله العهد القديم، يهوه، محاط بمجموعة من الكائنات الملائكية. يُشار إليه باسم "رب الجنود"، ويشارك ملائكته المحاربون في معركة ضد قوى الشر بقيادة الشيطان، الذي يتخذ تدريجيًا خصائص الشرير الرئيسي، أهريمان.. تبنت اليهودية المفهوم الزرادشتي لتقسيم الكون إلى ثلاثة عوالم: السماء والأرض والجحيم. تمثل السماء العالم السماوي الذي يسكنه الله وملائكته، بينما ترمز الأرض إلى العالم المادي للإنسانية. إن الدور الأساسي للملائكة هو سد الفجوة الكونية التي تفصل بين الله والإنسانية. في الزرادشتية، نشأ هذا الانقسام من الصراع البدائي بين الآلهة، مما ترك البشرية عالقة في عالم غير مألوف.
في تقاليد اليهودية والمسيحية والإسلام، يُعتقد أن الانفصال بين الله والإنسانية قد حدث بسبب خطيئة البشرية وسقوطها. ونتيجة لذلك، أصبح البشر غرباء ولم يعودوا يفهمون علاقتهم بخالقهم أو الهدف من وجودهم. ومع ذلك، فإن الملائكة، القادرين على اتخاذ الشكل البشري، يعملون كوسطاء بين السماء والأرض، ويكشفون عن الخطة الإلهية والإرادة والقانون. هذا التركيز على دور الملائكة كرسل يتماشى مع تأثير الزرادشتية. في المعتقد الزرادشتي، ظهر فوهو ماناه، المعروف باسم "العقل الجيد"، وهو أحد الخالدين المقدسين يُدعى أميشا سبنتاس، إلى زرادشت وكشف النقاب عن طبيعة الله الحقيقية وعهده مع البشرية.

## الزرادشتية

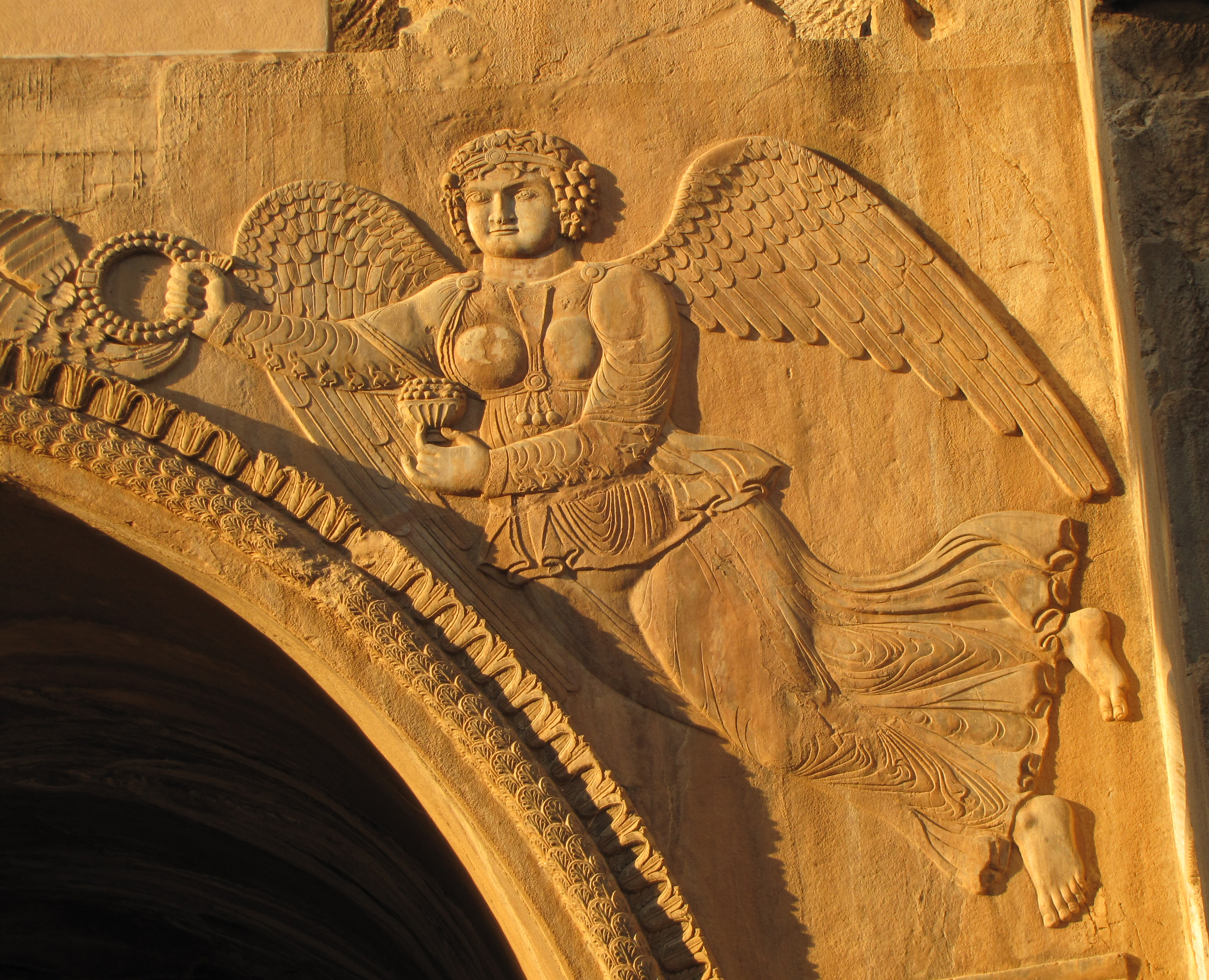
إغاثة الملاك في الزرادشتية، طق بستان.

في الزرادشتية هناك شخصيات مختلفة تشبه الملائكة. على سبيل المثال، كل شخص لديه ملاك حارس واحد، يسمى فرافاشي. إنهم يرعون البشر والمخلوقات الأخرى، ويظهرون أيضًا طاقة الله. غالبًا ما يُنظر إلى الأميشا سبنتا على أنهم ملائكة، على الرغم من عدم وجود إشارة مباشرة إليهم وهم ينقلون الرسائل، بل هم بالأحرى انبثاقات لأهورا مازدا ("الرب الحكيم"، الله)؛ لقد ظهرت في البداية بطريقة مجردة ثم أصبحت لاحقًا شخصية ومرتبطة بمختلف جوانب الخلق.

## الديانات الإبراهيمية

ثلاثة ملائكة في ضيافة إبراهيم، لودوفيكو كاراتشي (حوالي ١٦١٠–١٦١٢)،.

### اليهودية
في اليهودية، يُفهم الملائكة من خلال تفسير التناخ وفي تقليد طويل على أنهم كائنات خارقة للطبيعة تقف إلى جانب الله في السماء، ولكن يجب تمييزها بشكل صارم عن الله (يهوه). ويكونون تابعين له. في بعض الأحيان، يمكنهم أن يُظهروا لأشخاص مختارين إرادة الله وتعليماته. وفي التقليد اليهودي هم أيضًا أدنى مرتبة من البشر، إذ ليس لديهم إرادة خاصة بهم، ولا يستطيعون تنفيذ سوى أمر إلهي واحد.

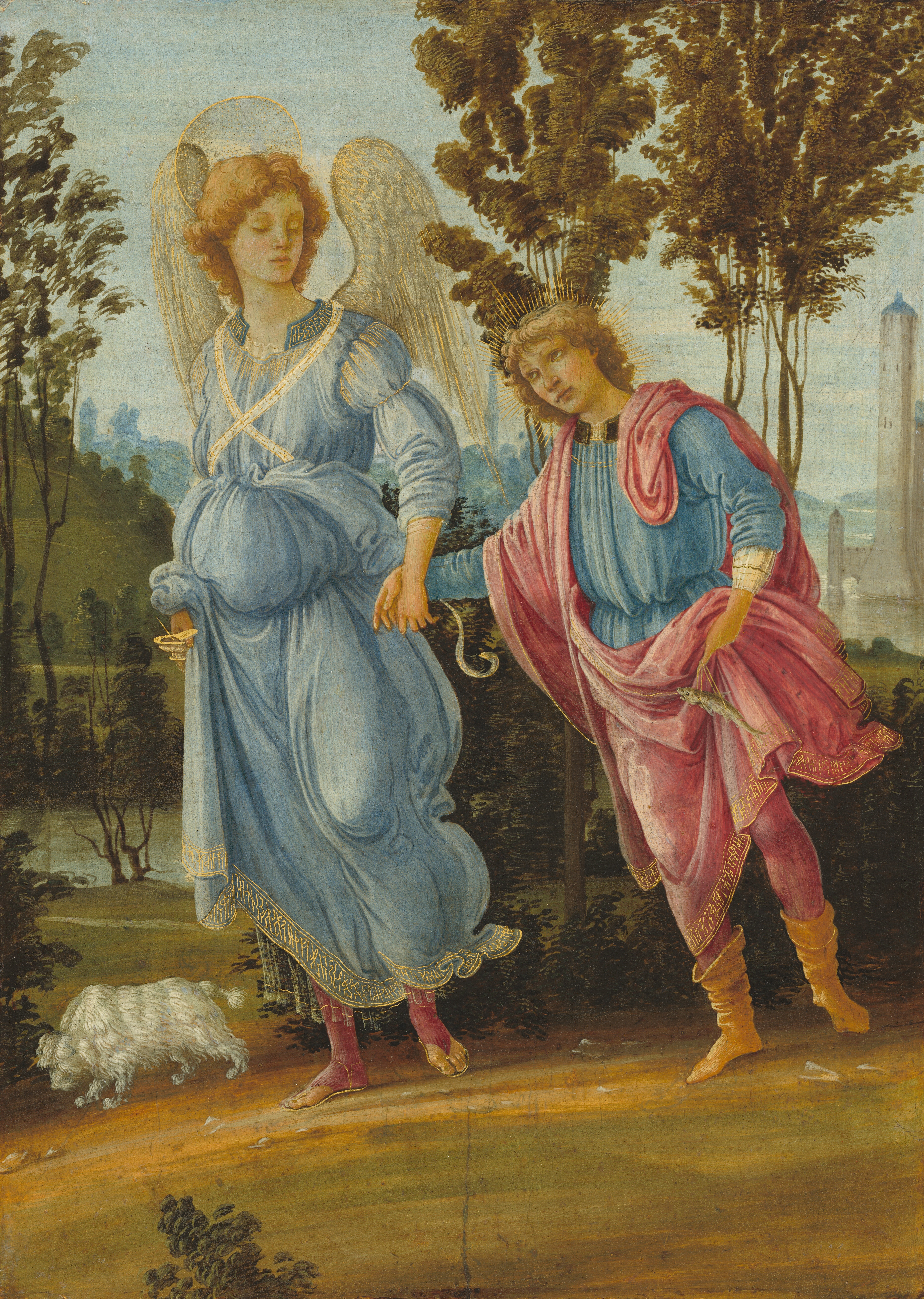
طوبيا والملاك بواسطة فيليبينو ليبي، تم إنشاؤه بين ج. 1472 و ج. 1482.

#### الكتاب المقدس العبري
التوراة تستخدم المصلحات اليهودية מלאך אלהים ( mal'āk̠ 'ĕlōhîm ; "رسول الإله"), מלאך יהוה ( mal'āk̠ Yahweh ; "رسول يهوه"), בני אלהים ( bənē 'ĕlōhîm ; " أبناء الله" ) و هجودي ( haqqôd̠əšîm ؛ "القديسون") للإشارة إلى الكائنات التي يتم تفسيرها تقليديًا على أنها ملائكة. تستخدم النصوص اللاحقة مصطلحات أخرى، مثل( hā'elyônîm ؛ "العلوية").
المصطلح ' मлан' ( 'mal'āk̠' ) يستخدم أيضًا في كتب أخرى من الكتاب المقدس العبري. وبحسب السياق، قد تشير الكلمة العبرية إلى رسول بشري أو إلى رسول خارق للطبيعة. قد يكون الرسول البشري نبيًا أو كاهنًا، مثل ملاخي "رسولي"؛ ينص التعليق اليوناني في الترجمة السبعينية على أن كتاب ملاخي كتب "على يد رسوله" ἀγγέου ( انجيلو). ومن أمثلة الرسول الخارق للطبيعة " ملاك يهوه "، وهو إما رسول من الله،)،  أو الله نفسه كالرسول (" الملاك الثيوفاني")
يشير مايكل د. كوجان إلى أن المصطلحات في الكتب المتأخرة فقط "تعني الكائنات شبه الإلهية الخيرة المألوفة من الأساطير والفن اللاحق". دانيال هو كتاب الكتاب المقدس للإشارة إلى الملائكة الفردية بالاسم،  ذكر جبرائيل في دانيال 9:21 وميخائيل في دانيال 10:13. هؤلاء الملائكة هم جزء من رؤى دانيال المروعة وهم جزء مهم من الأدب الرؤيوي .
في دانيال 7 ، يتلقى دانيال رؤيا حلم من الله. [...] بينما يراقب دانيال، يأخذ القديم الأيام مقعده على عرش السماء ويجلس للدينونة في وسط الدار السماوية [...] يقترب [ملاك] مثل ابن الإنسان من القديم في سحاب السماء ويعطى ملكا ابديا.
يشرح كوجان تطور هذا المفهوم عن الملائكة: «في فترة ما بعد السبي، مع تطور التوحيد الصريح، تم تخفيض رتبة هذه الكائنات الإلهية — «أبناء الله» الذين كانوا أعضاء في المجمع الإلهي — إلى ما يُعرف الآن باسم "ملائكة"، يُفهم على أنهم كائنات خلقها الله، ولكنها خالدة وبالتالي متفوقة على البشر."  الأفضل فهم هذا المفهوم للملائكة على النقيض من الشياطين وغالبًا ما يُعتقد أنه "متأثر بالتقاليد الدينية الفارسية القديمة للزرادشتية، التي نظرت إلى العالم على أنه ساحة معركة بين قوى الخير وقوى الشر، بين النور والشر". الظلام."  إحدى هذه الحشاتان، شخصية مصورة في (من بين أماكن أخرى) سفر أيوب.

#### اليهودية الحاخامية
بالنسبة الى اليهودية الحاخامية، الملائكة ليس لها أجساد، بل هي مخلوقات حية إلى الأبد مخلوقة من النار. يقرأ التلمود البابلي على النحو التالي: "التوراة لم تُعط للملائكة الخادمة". (لا ناتنانا ترجمه لمالاكي هشيرت) يُفهم عادةً على أنه تنازل عن نقص الإنسان، على عكس الملائكة. وهكذا، يظهرون أحيانًا في المدراش كمنافسين مع البشر. الملائكة ككائنات سماوية، تتبع شريعة الله بدقة، وتغار من محبة الله للإنسان. الإنسان باتباع التوراة، بالصلاة، بمقاومة الغرائز الشريرة (يزار هارا) وتيشوفا، فُضل على الملائكة الطاهرين. ونتيجة لذلك، فهم أيضًا أدنى مرتبة من البشر في التقليد اليهودي. في المدراش، يتم تفسير جمع El ( إلوهيم ) المستخدم في سفر التكوين فيما يتعلق بخلق البشر بحضور الملائكة: لذلك استشار الله الملائكة، لكنه اتخذ القرار النهائي وحده. هذه القصة بمثابة مثال لتعليم أن الأقوياء يجب أن يتشاوروا مع الضعفاء أيضًا. إن قرار الله النهائي يسلط الضوء على قدرة الله المطلقة التي لا جدال فيها.
في اليهودية ما بعد الكتاب المقدس، اكتسب بعض الملائكة أهمية خاصة وطوروا شخصيات وأدوارًا فريدة. على الرغم من أنه كان يُعتقد أن هؤلاء الملائكة يصنفون ضمن الجند السماوي، إلا أنه لم يتم تطوير تسلسل هرمي منهجي على الإطلاق. يعتبر ميتاترون واحدًا من أعلى الملائكة في التصوف المركبه والكابالا وغالبًا ما يعمل ككاتب؛ تم ذكره بإيجاز في التلمود وظهر بشكل بارز في النصوص الصوفية للمركبة. وميخائيل، الذي يخدم كمحارب ومدافع عن إسرائيل ( دانيال ١٠: ١٣ )، يُنظر إليه باهتمام خاص. ورد ذكر جبرائيل في سفر دانيال ( دانيال 8: 15-17 ) وبإيجاز في التلمود،  وكذلك في العديد من نصوص المركابه الصوفية. لا يوجد دليل في اليهودية على عبادة الملائكة، لكن هناك دليل على استدعاء الملائكة وأحياناً استحضارهم.

يُعرّف فيلون الإسكندري الملاك باللوجوس بقدر ما يكون الملاك هو صوت الله غير المادي. إن الملاك شيء مختلف عن الله نفسه، لكنه يُنظر إليه على أنه أداة الله. 
أربعة فئات من الملائكة الخادمين يخدمون ويطلقون التسبيح أمام القدوس المبارك: المعسكر الأول (بقيادة) ميخائيل عن يمينه، المعسكر الثاني (بقيادة) جبرائيل عن يساره، المعسكر الثالث (بقيادة) أورئيل أمامه، والمعسكر الرابع (بقيادة) رافائيل خلفه؛ والقدوس تبارك وتعالى في المركز. إنه جالس على العرش العلوى 

#### تفسيرات لاحقة
وبحسب الكابالا هناك أربعة عوالم وعالمنا هو العالم الأخير: عالم العمل (آسية). الملائكة موجودة في العوالم أعلاه باعتبارها "مهمة" من الله. إنهم امتداد لله لإحداث تأثيرات في هذا العالم. بعد أن يكمل الملاك مهمته، فإنه يتوقف عن الوجود. الملاك هو في الواقع المهمة. وهذا مستمد من سفر التكوين عندما التقى إبراهيم بثلاثة ملائكة واجتمع لوط مع اثنين. كانت مهمة أحد الملائكة هي إخبار سارة وإبراهيم بطفلهما القادم. أما الاثنان الآخران فكان عليهما إنقاذ لوط وتدمير سدوم وعمورة.

شرح الفيلسوف اليهودي موسى بن ميمون وجهة نظره عن الملائكة في كتابه دليل الحائرين 2: 4 و2
... وهذا يقود أرسطو بدوره إلى الحقيقة الواضحة وهي أن الله عز وجل لا يفعل الأشياء عن طريق الاتصال المباشر. الله يحرق الأشياء بالنار. يتم تحريك النار من خلال حركة الكرة؛ يتم تحريك الفلك عن طريق عقل بلا جسد، وهذه العقول هي "الملائكة القريبة منه"، والتي من خلالها تتحرك الأفلاك ... وبالتالي توجد عقول بلا جسد تمامًا تنبثق من الله وهي الوسطاء بين الله وكل شيء الأجسام [الأشياء] هنا في هذا العالم.

-  
كان لدى موسى بن ميمون تفسير أرسطي جديد للكتاب المقدس. يكتب موسى بن ميمون أنه بالنسبة للرجل الحكيم، يرى المرء أن ما يشير إليه الكتاب المقدس والتلمود بـ "الملائكة" هي في الواقع إشارات إلى قوانين الطبيعة المختلفة؛ إنها المبادئ التي يعمل بها الكون المادي.
لأن كل القوات ملائكة! كم هم أعمى، وكم هم أعمى بشكل مدمر هم السذج؟! لو أخبرت أحداً يزعم أنه حكيم إسرائيلي أن الإله يرسل ملاكاً يدخل رحم المرأة ويتكون جنيناً، لاعتقد أن هذه معجزة ويقبلها علامة على جلالة الإله وقوته، مع أنه يعتقد أن الملاك هو جسد من نار يبلغ حجمه ثلث حجم العالم كله. ويعتقد أن كل هذا ممكن عند الله. أما إذا أخبرته أن الله جعل في النطفة قوة تكوين هذه الأعضاء وتحديدها، وأن هذا هو الملاك، أو أن جميع الصور هي من إنتاج العقل الفعال؛ أن هذا هو الملاك "نائب حاكم العالم" الذي يذكره الحكماء باستمرار، فيتراجع. - دليل الحائرين الثاني:4

#### الأفراد
من الموسوعة اليهودية مدخل "علم الملائكة".
- ميخائيل (رئيس ملائكة) (ترجمة: من مثل الله؟ )، لطف الله، ويقوم على بني البشر
- جبرائيل (رئيس الملائكة) (ترجمة: الله قوتي )، يقوم بأعمال العدل والقوة

(هذان الملاكان فقط مذكوران بالاسم في الكتاب المقدس العبري؛ أما البقية فهم من تقليد خارج الكتاب المقدس).
- يوفيل (ترجمة: جمال الله )، طرد آدم وحواء من جنة عدن حاملاً سيفاً مشتعلاً ويعاقب من يتعدى على الله
- ميتاترون، كاتب الله السماوي
- رافائيل (رئيس الملائكة) (الترجمة: الله هو الذي يشفي )، قوة الله الشافية
- أوريل (رئيس الملائكة) (الترجمة: الله نوري )، يقود البشرية إلى المصير
- سمائيل (رئيس ملائكة) (ترجمة: سم الله )، ملاك الموت
- ساندالفون (رئيس الملائكة) (ترجمة: يجمع )، يقاتل سمائل ويجمع البشرية معًا

### المسيحية

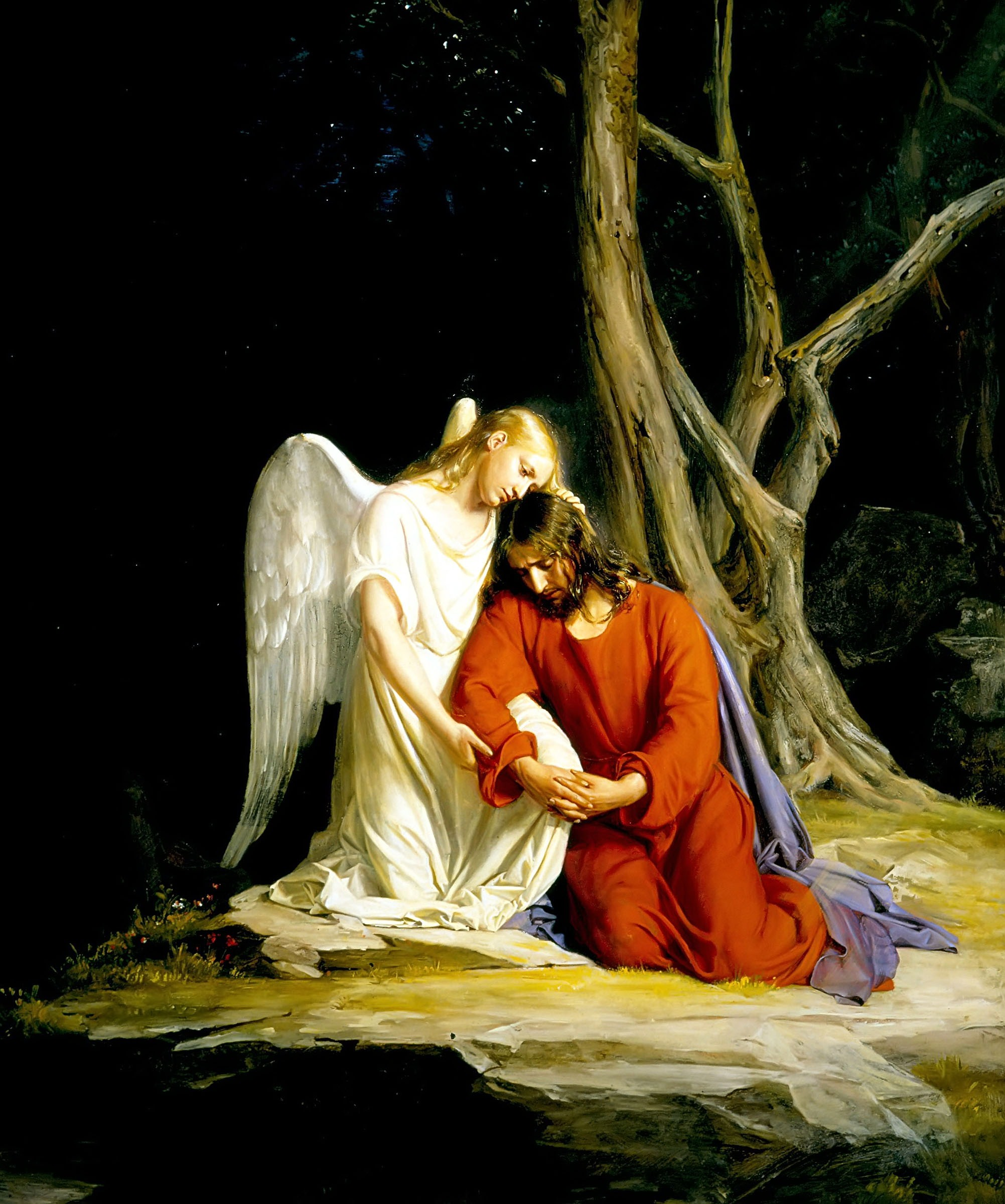
ملاك يعزّي يسوع قبل إلقاء القبض عليه في بستان جثسيماني، بقلم كارل هاينريش بلوخ (1834–1890)

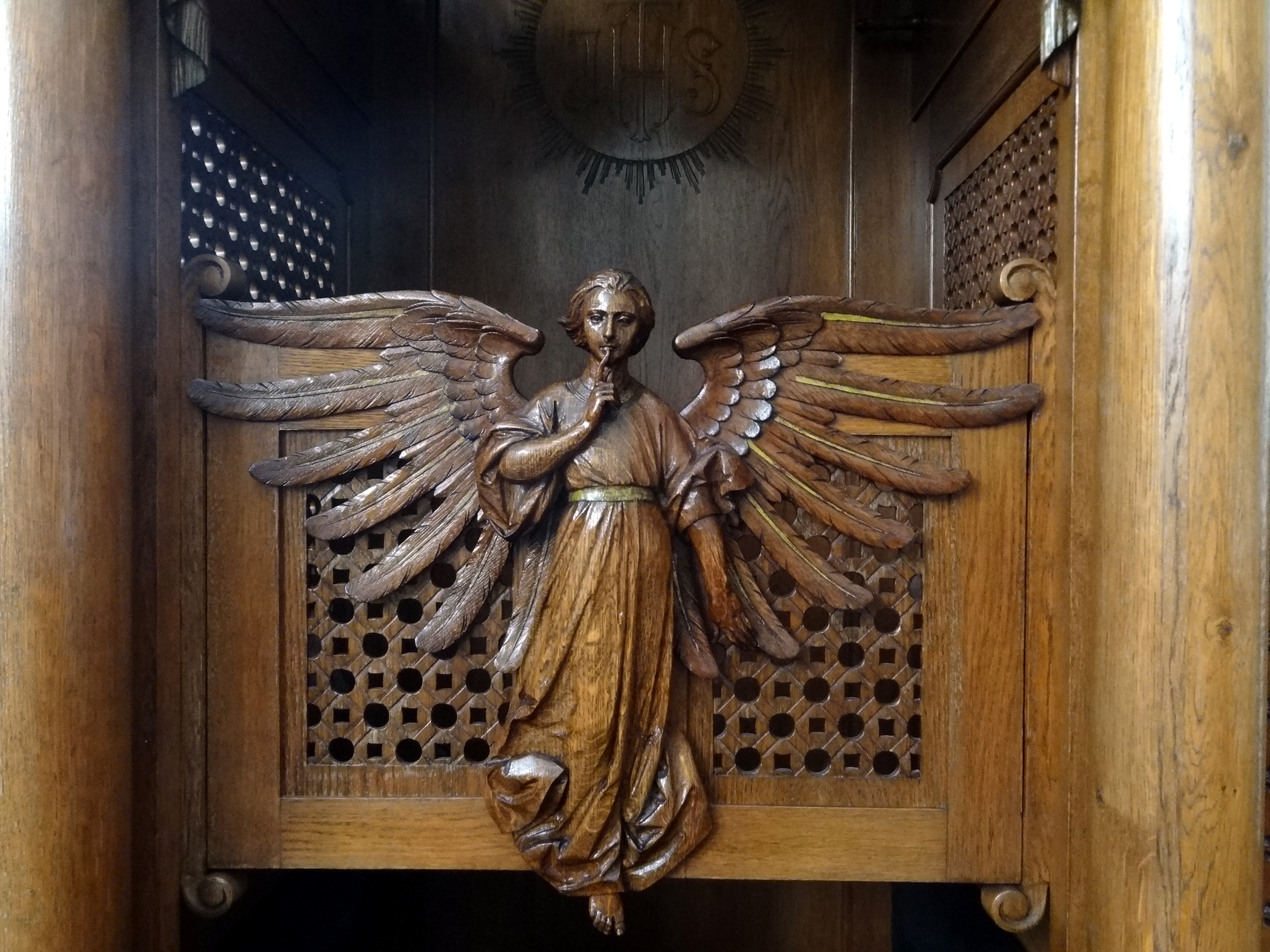
ملاك على كرسي الاعتراف في كنيسة الروم الكاثوليك في وارسو كناية عن ختم الاعتراف.

في المرحلة المبكرة، وصف المفهوم المسيحي للملاك الملاك بأنه رسول الله. تم تحديد هوية الرسل الملائكيين لاحقًا: جبرائيل، وميخائيل، ورافائيل، وأورييل. ثم، في فترة ما يزيد قليلاً عن قرنين (من الثالث إلى الخامس) اتخذت صورة الملائكة خصائص محددة في اللاهوت وفي الفن. قالت إلين موهلبرغر أنه في العصور القديمة المتأخرة، كان يُنظر إلى الملائكة على أنهم نوع واحد من بين العديد من الكائنات، وكان هدفهم الأساسي هو حراسة وإرشاد المسيحيين.

#### الكتاب المقدس المسيحي
يتم تمثيل الملائكة في الأناجيل المسيحية ككائنات روحية وسيطة بين الله والبشر: "لأنك وضعته [الإنسان] وتنقصه قليلا عن الملائكة وبمجد وبهاء تكلله" ( مزمور 8: 4-5 ) . يؤمن المسيحيون أن الملائكة كائنات مخلوقة ( مزمور 148: 2-5 ؛ كولوسي 1: 16 ). تشير الترجمات اليونانية للكتاب المقدس العبري إلى الكائنات الوسيطة على أنها ملائكة، بدلاً من الشياطين، مما يؤدي إلى التمييز بين الشياطين والملائكة. في العهد القديم تم ذكر الملائكة الخيرين والشرسين، لكن لم يُطلق عليهم مطلقًا اسم الشياطين. فالتماثل يكمن بين الملائكة المرسلين من الله، والأرواح الوسيطة للآلهة الأجنبية، وليس في أعمال الخير والشر.
في العهد الجديد، يعتبر وجود الملائكة، مثل وجود الشياطين، أمرا مفروغا منه. يمكنهم التدخل والتشفّع لصالح البشر. الملائكة تحمي الأبرار ( متى 4: 6 ، لوقا 4: 11 ). إنهم يسكنون في السماء ( متى 28: 2 ، يوحنا 1: 51 )، ويعملون كمحاربين لله ( متى 26: 53 )، ويعبدون الله ( لوقا 2: 13 ). في مثل الرجل الغني ولعازر، تتصرف الملائكة كمؤثرات نفسية. قيامة يسوع يظهر فيها ملائكة يخبرون المرأة أن يسوع لم يعد في القبر، بل قام من بين الأموات.

##### التفاعل مع البشر
لا تنسوا إضافة الغرباء لأن بها أضاف أناس ملائكة وهم لا يدرون:. — عبرانيين ١٣: ٢
ثلاث حالات منفصلة من التفاعل الملائكي تتناول ولادة يوحنا المعمدان ويسوع. وفي لوقا 1: 11 ظهر ملاك لزكريا ليخبره أنه سينجب طفلاً رغم كبر سنه، وبذلك يعلن ولادة يوحنا المعمدان. في لوقا 1: 26 زار جبرائيل مريم في البشارة ليتنبأ بميلاد يسوع. تعلن الملائكة عن ميلاد يسوع في عبادة الرعاة في لوقا 2:10.
وفقاً لمتى 4: 11، بعد أن أمضى يسوع 40 يوماً في الصحراء، "... تركه إبليس، وإذا ملائكة قد جاءت فصارت تخدمه". في لوقا 22: 43 ملاك يعزّي يسوع أثناء عذابه في البستان. في متى 28: 5 يتحدث ملاك عند القبر الفارغ، بعد قيامة يسوع ودحرجة الحجر بواسطة الملائكة.
في عام 1851، وافق البابا بيوس التاسع على إكليل القديس ميخائيل بناءً على الوحي الخاص الذي تم الإبلاغ عنه عام 1751 من رئيس الملائكة ميخائيل إلى الراهبة الكرملية أنطونيا داستوناك. في سيرة  جالجاني التي كتبها جرمانوس روبولو، ذكرت جالجاني أنها تحدثت مع ملاكها الحارس.
أكد البابا يوحنا بولس الثاني على دور الملائكة في التعاليم الكاثوليكية في خطابه عام 1986 بعنوان "الملائكة يشاركون في تاريخ الخلاص"، والذي اقترح فيه أن العقلية الحديثة يجب أن تدرك أهمية الملائكة.
وفقًا لمجمع الفاتيكان للعبادة الإلهية ونظام الأسرار، "ينبغي عدم تشجيع ممارسة تسمية الملائكة القديسين، إلا في حالات جبرائيل ورافائيل وميخائيل الذين ترد أسماؤهم في الكتاب المقدس".

#### اللاهوت
وفقًا لأوغسطينوس أسقف هيبو، فإن مصطلح "الملاك" يشير إلى "اسم وظيفتهم، وليس [...] طبيعتهم"، حيث أنهم أرواح نقية يقومون بدور الرسل، موضحًا: "إذا كنت تبحث عن اسم ملكهم، الطبيعة، هي "روح"، وإذا كنت تبحث عن اسم وظيفتهم، فهي "ملاك": مما هم عليه، "روح"، مما يفعلونه، "ملاك".  يعتقد غريغوريوس النزينزي أن الملائكة خُلقوا "كأرواح" و"لهيب نار"، بعد العبرانيين 1، وأنه يمكن التعرف عليهم مع "العروش، والسيادات، والحكام، والسلاطين" في كولوسي 1.
بحلول أواخر القرن الرابع، اتفق آباء الكنيسة على أن هناك فئات مختلفة من الملائكة، مع المهام والأنشطة المناسبة المخصصة لهم. ومع ذلك، كان هناك بعض الخلاف بشأن طبيعة الملائكة. جادل البعض بأن الملائكة لديهم أجساد مادية، بينما أكد البعض أنهم روحانيون بالكامل. وقد اقترح بعض اللاهوتيين أن الملائكة ليسوا إلهيين بل على مستوى كائنات غير مادية تابعة للثالوث. وشمل حل هذا النزاع الثالوثي تطوير عقيدة الملائكة.
أربعون عظة إنجيلية للبابا غريغوريوس الأول (حوالي 540 - 12 مارس 604) أشارت إلى الملائكة ورؤساء الملائكة.  أعلن مرسوم Firmiter credimus الصادر عن مجمع لاتران الرابع ( 1215) (الصادر ضد الألبيجنس) أن الملائكة كائنات مخلوقة وأن البشر خلقوا بعدهم. كرر المجمع الفاتيكاني الأول (1869) هذا الإعلان في Dei Filius ،" الدستور العقائدي حول الإيمان الكاثوليكي ".
يربط توما الأكويني (القرن الثالث عشر) الملائكة بميتافيزيقا أرسطو في كتابه الخلاصة ضد الوثنيين، الخلاصة اللاهوتية، وفي دراسة المواد المنفصلة،  أطروحة عن علم الملائكة. على الرغم من أن الملائكة لديهم معرفة أكبر من البشر، إلا أنهم ليسوا كليي المعرفة، كما يشير متى 24: 36. بحسب الخلاصة اللاهوتية، خلق الله الملائكة على الفور في حالة نعمة في السماء الإمبراطورية. (المزمور 61.4) في نفس الوقت الذي خلق فيه جميع محتويات العالم المادي (المزمور 61.3). إنهم أرواح نقية، حياتهم عبارة عن المعرفة والمحبة. كونهم بلا جسد، فإن معرفتهم تكون فكرية وليست عن طريق الحواس (ليف 5). وعلى النقيض من البشر، فإن معرفتهم لا تكتسب من العالم الخارجي (حيث اكتسبوا كل المعرفة التي قد يتلقونها في لحظة خلقهم)؛ علاوة على ذلك، فإنهم يصلون إلى حقيقة الشيء بنظرة واحدة دون الحاجة إلى التفكير (LV. أ؛ 8.3، 4). إنهم يعرفون كل ما يمر في العالم الخارجي (لا2: 2) وكل المخلوقات، لكنهم لا يعرفون الأفكار البشرية السرية التي تعتمد على الإرادة البشرية الحرة وبالتالي لا ترتبط بالضرورة بأحداث خارجية (لاين: 4). . ولا يعرفون أيضًا المستقبل إلا إذا أعلنه الله لهم (لاويين 3).
وبحسب الأكويني فإن الملائكة هم أقرب المخلوقات إلى الله. لذلك، مثل الله، فهي مكونة من شكل نقي بدون مادة .  في حين أنهم لا يملكون تركيبًا ماديًا للمادة والشكل (يُسمى ilemorphysm )، إلا أنهم يمتلكون التركيب الميتافيزيقي للفعل ( فعل الوجود  ) والقوة (جوهرهم المحدود، ولكن بدون وجود  ) .  كل ملاك هو نوع ينتمي إليه فرد فريد؛ فالملائكة يختلفون فيما بينهم في شكلهم الفريد الذي لا يتكرر. وبعبارة أخرى، فإن الشكل - وليس المادة - هو مبدأ التفرد عندهم .

#### الكنيسة الجديدة (السويدبورجية)
إن طوائف الكنيسة الجديدة التي نشأت من كتابات اللاهوتي إيمانويل سويدنبورج لديها أفكار متميزة عن الملائكة والعالم الروحي الذي يعيشون فيه. يعتقد أتباعه أن جميع الملائكة في صورة بشرية بجسد روحاني، وليسوا مجرد عقول بلا شكل.  هناك طبقات مختلفة من الملائكة حسب السماوات الثلاث،  وكل ملاك يسكن في واحدة من مجتمعات الملائكة التي لا حصر لها. مثل هذا المجتمع من الملائكة يمكن أن يظهر كملاك واحد ككل.
كل الملائكة ينحدرون من الجنس البشري، ولا يوجد ملاك واحد في السماء لم يسكن أولاً في جسد مادي.  علاوة على ذلك، فإن جميع الأطفال الذين يموتون لا يدخلون الجنة فحسب، بل يصبحون في النهاية ملائكة.  حياة الملائكة حياة نافعة، ووظائفهم كثيرة لا يمكن حصرها. لكن كل ملاك سيدخل في خدمة بحسب الاستخدام الذي قام به في حياته الأرضية.  تشير أسماء الملائكة، مثل ميخائيل وجبرائيل ورافائيل، إلى وظيفة ملائكية معينة وليس إلى كائن فردي.
أثناء العيش في جسد الفرد، يرتبط الفرد بالسماء من خلال الملائكة،  ومع كل شخص، يوجد على الأقل روحان شريران وملاكان.  تنشأ الإغراءات أو آلام الضمير من صراع بين الأرواح الشريرة والملائكة.  بسبب طبيعة الإنسان الخاطئة، من الخطير أن يكون هناك اتصال مباشر مفتوح مع الملائكة  ولا يمكن رؤيتهم إلا عندما ينفتح بصر الإنسان الروحي.  وهكذا تحاول الملائكة من لحظة إلى أخرى أن تقود كل شخص إلى الخير ضمنيًا باستخدام أفكار الشخص الخاصة.

#### قديسي الأيام الأخيرة
تنظر حركة قديسي اليوم الأخير إلى الملائكة على أنهم رسل الله. لقد تم إرسالهم إلى البشرية لإيصال الرسائل، وخدمة الإنسانية، وتعليم عقائد الخلاص، ودعوة البشرية إلى التوبة، وإعطاء مفاتيح الكهنوت، وإنقاذ الأفراد في الأوقات العصيبة، وإرشاد البشرية.
يعتقد قديسي الأيام الأخيرة أن الملائكة إما هم أرواح البشر الذين ماتوا أو الذين لم يولدوا بعد، أو هم بشر تم إحياؤهم أو ترجمتهم ولهم أجساد مادية من لحم وعظام.  علم جوزيف سميث أنه "لا يوجد ملائكة يخدمون هذه الأرض سوى أولئك الذين ينتمون إليها أو ينتمون إليها".  على هذا النحو، يعتقد قديسي الأيام الأخيرة أيضًا أن آدم، الرجل الأول، كان ولا يزال الآن رئيس الملائكة ميخائيل ،  وأن جبرائيل عاش على الأرض مثل نوح . وبالمثل، عاش الملاك موروني لأول مرة في حضارة أمريكية ما قبل كولومبوس باعتباره النبي المحارب في القرن الخامس المسمى موروني .

وصف سميث أول لقاء ملائكي له بالطريقة التالية:
وبينما كنت أدعو الله، اكتشفت نورًا يظهر في غرفتي، واستمر في الازدياد حتى أصبحت الغرفة أخف من وقت الظهيرة، وعلى الفور ظهر شخص بجانب سريري، واقفًا في الهواء، من أجله. القدمين لم تلمس الأرض.
كان يرتدي ثوبًا فضفاضًا ذا لون بياض رائع. لقد كان بياضًا يفوق أي شيء أرضي رأيته من قبل؛ ولا أعتقد أنه يمكن جعل أي شيء أرضي يبدو أبيضًا ولامعًا إلى هذا الحد...

لم يكن رداؤه أبيض للغاية فحسب، بل كان جسده كله مجيدًا يفوق الوصف، وكان وجهه حقًا كالبرق. كانت الغرفة مضاءة للغاية، لكنها لم تكن شديدة السطوع كما هي الحال حول شخصه مباشرة. عندما نظرت إليه لأول مرة، كنت خائفا؛ لكن الخوف سرعان ما تركني. 
معظم الزيارات الملائكية في أوائل حركة قديسي اليوم الأخير شهدها سميث وأوليفر كاودري، اللذان قالا (قبل تأسيس الكنيسة عام 1830) إن النبي موروني، ويوحنا المعمدان، والرسل بطرس، قد زارهم . جيمس، وجون . لاحقًا، بعد تدشين معبد كيرتلاند، قال سميث وكودري إن يسوع زارهم، ثم موسى وإيليا وإيليا .
الآخرون الذين قالوا إنهم تلقوا زيارة من ملاك يشملون الاثنين الآخرين من الشهود الثلاثة : ديفيد ويتمير ومارتن هاريس . قال العديد من قديسي الأيام الأخيرة، سواء في الكنيسة المبكرة أو الحديثة، إنهم رأوا ملائكة، على الرغم من أن سميث افترض أنه، باستثناء الظروف المخففة مثل الاستعادة، يقوم البشر بتعليم البشر، والأرواح تعلم الأرواح، والكائنات المقامة تعلم كائنات أخرى مقامه . .

### الإسلام

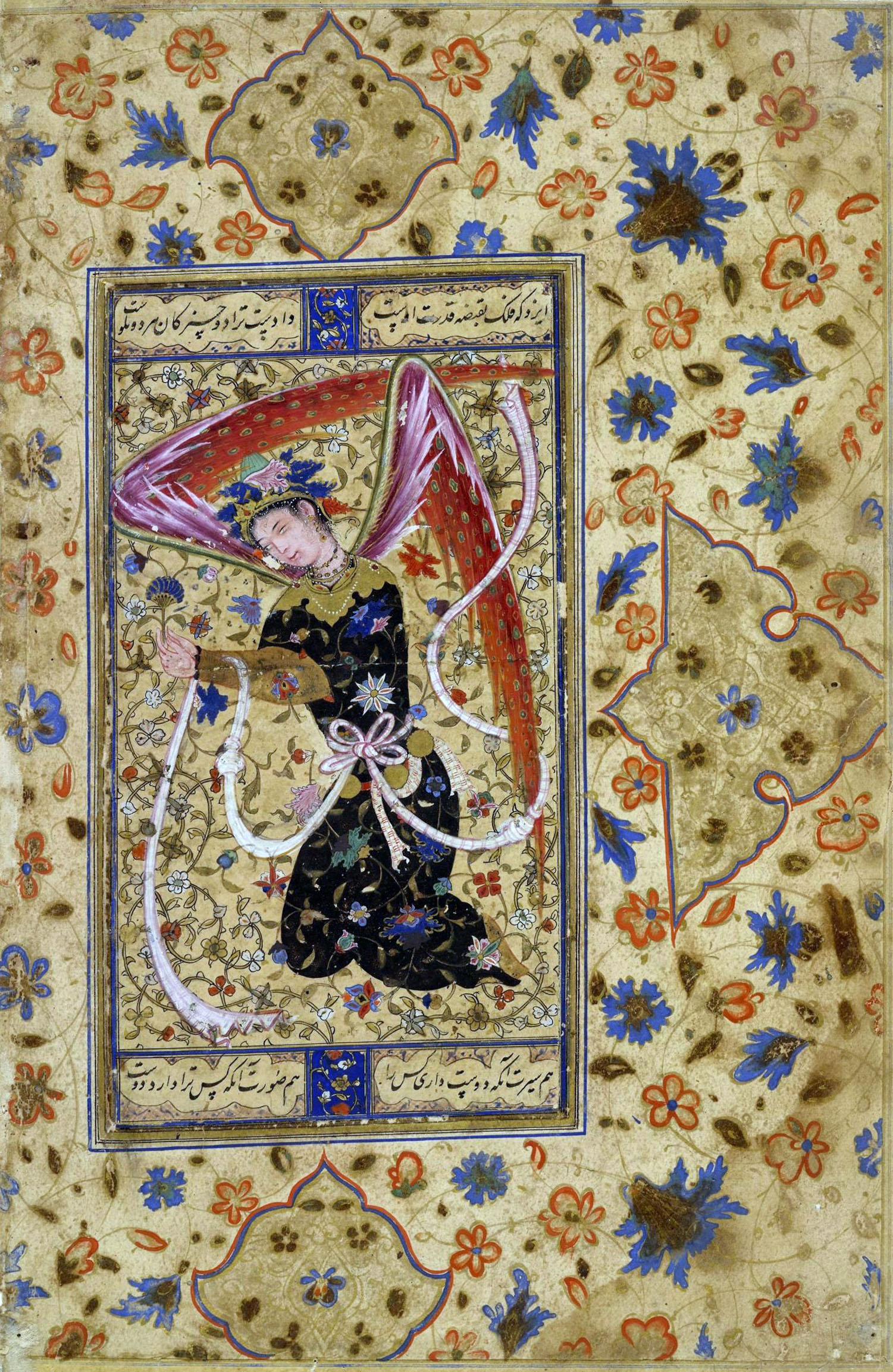
تصوير ملاك في المنمنمة الفارسية (إيران، 1555)

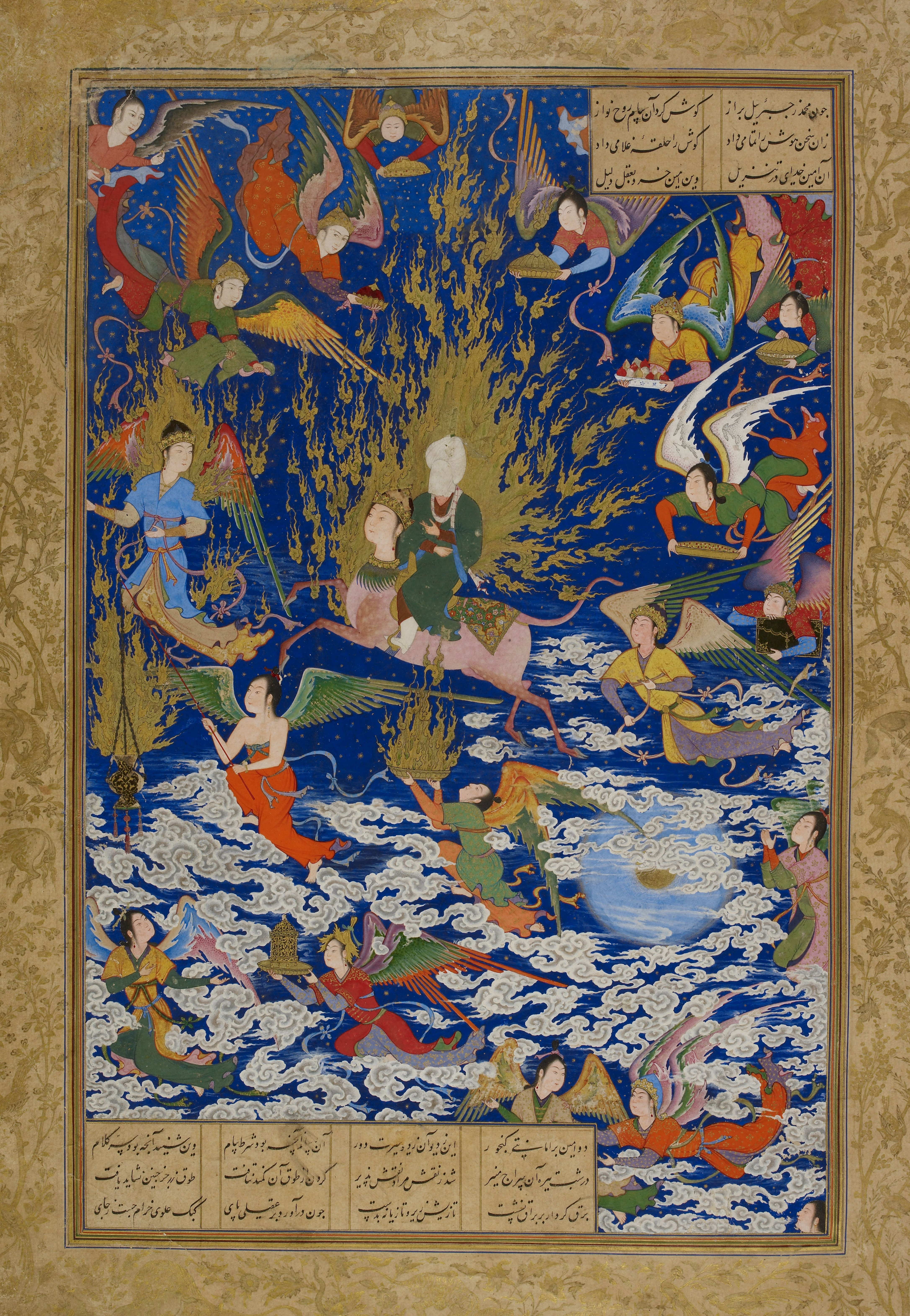
معراج النبي محمد وسط الملائكة.

الإيمان بالملائكة أمر أساسي في الإسلام. الكلمة القرآنية للملاك مشتقة إما من ملكا، وتعني "سيطر"، بسبب قوتهم في إدارة الشؤون المختلفة الموكلة إليهم، أو من الجذر إما من mlk بالمعنى الواسع لـ " رسول "، تمامًا مثل نظيراتها في العبرية ( malʾákh ) واليونانية ( angelos). على عكس نظيرتها العبرية، يُستخدم هذا المصطلح حصريًا للإشارة إلى الأرواح السماوية في العالم الإلهي، ولكن ليس للرسل البشريين. ويشير القرآن إلى كل من الرسل الملائكيين والبشريين باسم "الرسول" بدلاً من ذلك.  خلافًا للاعتقاد السائد، لم يُوصَف الملائكة مطلقًا على أنهم وكلاء للوحي في القرآن، على الرغم من أن التفسير ينسب إلى جبرائيل ذلك.
القرآن هو المصدر الرئيسي للمفهوم الإسلامي للملائكة. بعضهم، مثل جبريل وميكائيل، ورد ذكرهم بالاسم في القرآن، والبعض الآخر تمت الإشارة إليهم فقط بوظيفتهم. في أدب الحديث، غالبًا ما يتم تعيين الملائكة لظاهرة واحدة محددة فقط.  تلعب الملائكة دورًا مهمًا في قصة المعراج، حيث التقى محمد بعدة ملائكة خلال رحلته عبر السماء. غالبًا ما ظهرت ملائكة أخرى في العلم الآخروي الإسلامي واللاهوت الإسلامي والفلسفة الإسلامية. تشمل الواجبات الموكلة إلى الملائكة، على سبيل المثال، تبليغ الوحي من الله، وتمجيد الله، وتسجيل أفعال كل شخص، وأخذ روح الإنسان عند الموت.
في الإسلام، كما هو الحال في اليهودية والمسيحية، غالبًا ما يتم تمثيل الملائكة بأشكال مجسمة مقترنة بصور خارقة للطبيعة، مثل الأجنحة أو الحجم الكبير أو ارتداء الأشياء السماوية. يصفهم القرآن بأنهم "رسل ذوو أجنحة مثنتان أو ثلاثة أو أربعة يزيد [الله] في الخلق ما يشاء..."  المشتركة للملائكة هي احتياجاتهم المفقودة للرغبات الجسدية، مثل الأكل والشرب. كما يتم التعبير عن عدم ارتباطهم بالرغبات المادية من خلال خلقهم من النور: ملائكة الرحمة مخلوقة من النور (النور البارد) على عكس ملائكة العذاب المخلوقة من النار (النور الساخن). لا يشترك المسلمون عمومًا في تصورات التصوير الملائكي، مثل تلك الموجودة في الفن الغربي.
على الرغم من أن الإيمان بالملائكة يبقى أحد أركان الإيمان الستة في الإسلام، إلا أنه لا يمكن للمرء أن يجد عقيدة ملائكية عقائدية في التقاليد الإسلامية. على الرغم من ذلك، فقد ناقش العلماء دور الملائكة من أحداث قانونية محددة، مثل المعراج، والآيات القرآنية. وحتى لو لم تكن موضع التركيز، فقد ظهرت في الفولكلور، ومناظرات الفلسفة، واللاهوت النظامي. بينما في الإسلام الكلاسيكي، تم قبول المفاهيم المنتشرة على أنها قانونية، هناك ميل في الدراسات المعاصرة لرفض الكثير من المواد المتعلقة بالملائكة، مثل تسمية ملك الموت باسم عزرائيل.
في الإسلام الشعبي، قد يتم استحضار ملائكة فردية في طقوس طرد الأرواح الشريرة، ويتم نقش أسمائهم في التعويذات أو التمائم.
وقد أكد بعض العلماء المعاصرين على إعادة تفسير مجازي لمفهوم الملائكة.

### العقيدة البهائية

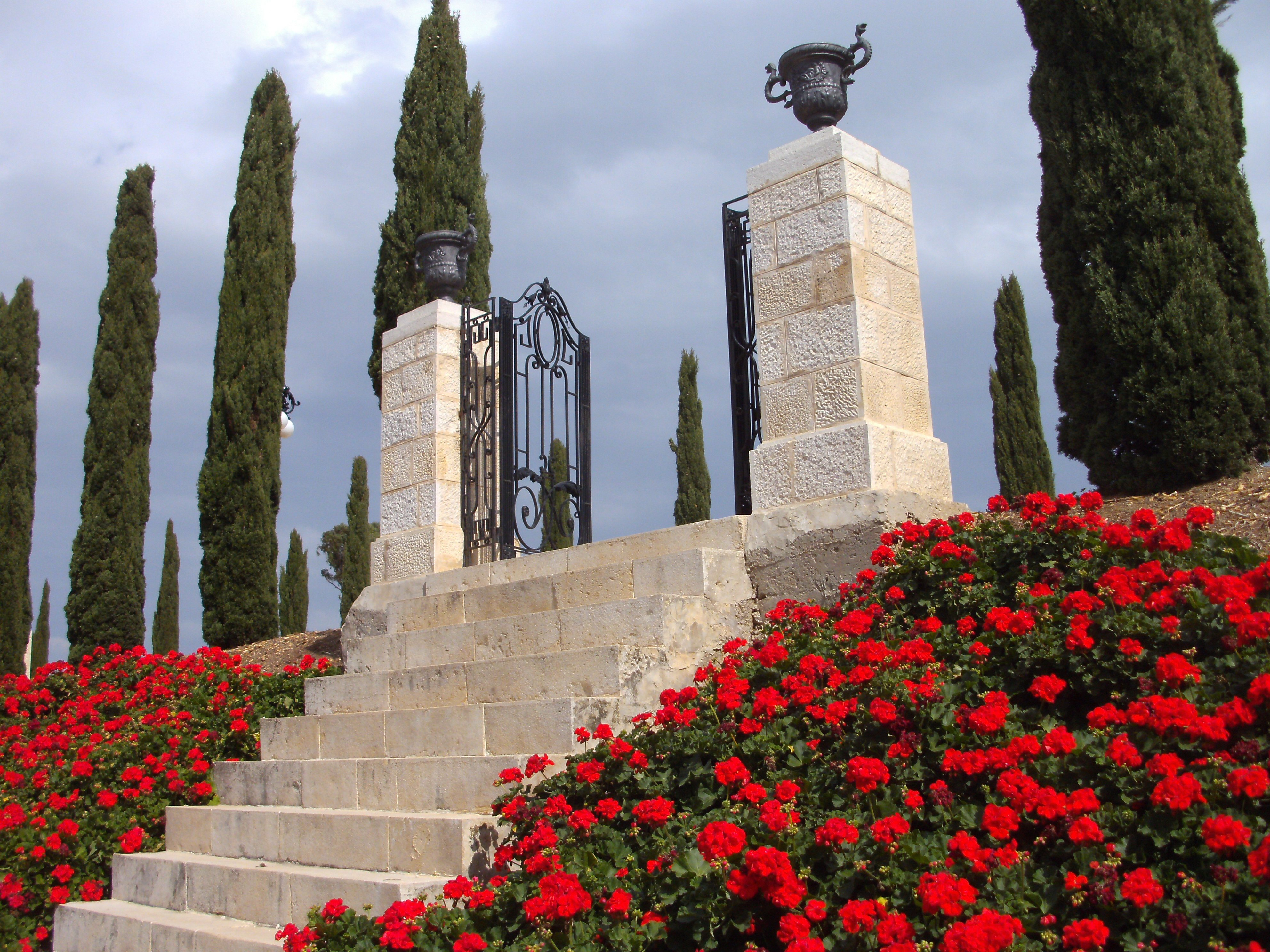
حديقة بجانب مزار بهاء الله.

يصف حضرة بهاء الله، مؤسس الديانة البهائية، في كتابه كتاب الإيقان، الملائكة بأنهم أناس "أحرقوا بنار محبة الله كل الصفات والقيود البشرية"، و"لبسوا" الملابس الملائكية. الصفات وأصبحوا "موهوبين بالصفات الروحية". يصف حضرة عبد البهاء الملائكة بأنهم "تأكيدات من الله وقواه السماوية" و"كائنات مباركة قطعت كل علاقاتها مع هذا العالم السفلي" و"تحررت من قيود الذات" و"كاشفة عن كثر الله". جمال". تشير الكتابات البهائية أيضًا إلى الملتقى العلوي، وهو مضيف ملائكي، وخادمة السماء في رؤية حضرة بهاء الله. 
رفعت يدي مرة أخرى، وكشفت عن أحد ثدييها الذي كان مختبئًا تحت ثوبها. ثم استنارت السماء بإشعاع نورها، وتألقت الكائنات المحتملة بمظهرها وتألقها، وبأشعتها انفجرت أعداد لا حصر لها من الشموس، كما لو كانت تسافر عبر سماوات ليس لها بداية ولا نهاية. لقد تحيرت من قلم صنعة الله، وما خطه على هيكلها. وكأنها ظهرت بجسد نوراني في أشكال الروح، وكأنها تتحرك على أرض الجوهر في جوهر الظهور. ولاحظت أن الحور العين قد أخرجوا رؤوسهم من غرفهم وعلقوا في الهواء فوقها. لقد تحيروا من مظهرها وجمالها، وانبهروا بنشوة تغنيها.
ثم كادت أن تغمى عليها في نفسها، وطلبت بكل كيانها أن تستنشق عطري. وفتحت شفتيها، وأشرقت أشعة النور من أسنانها، وكأن لآلئ السبب قد ظهرت من كنوزها وأصدافها.
فسألتها: من أنت؟
قلت: عبد الله وابن أمته.

—  